# Eugen Stettler

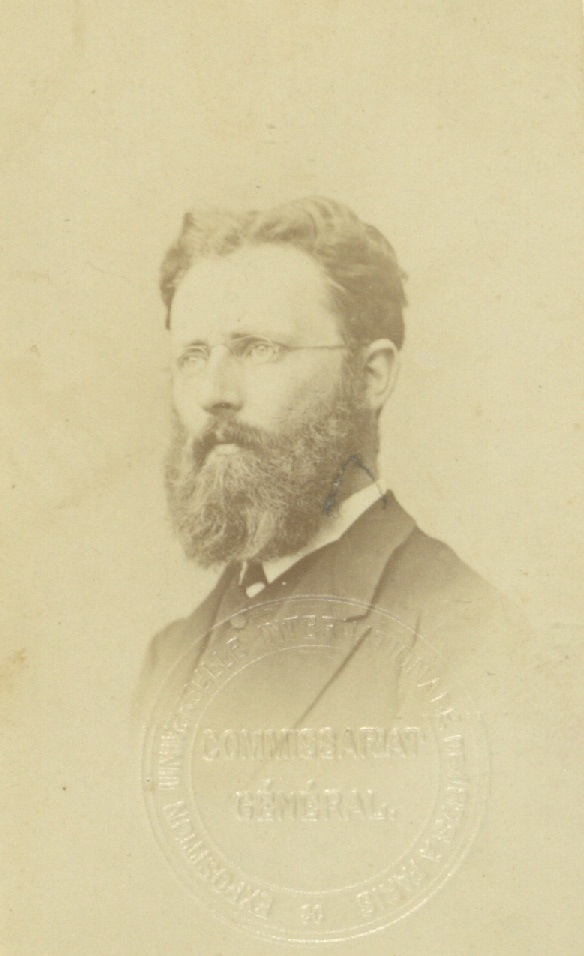
Eugen Stettler

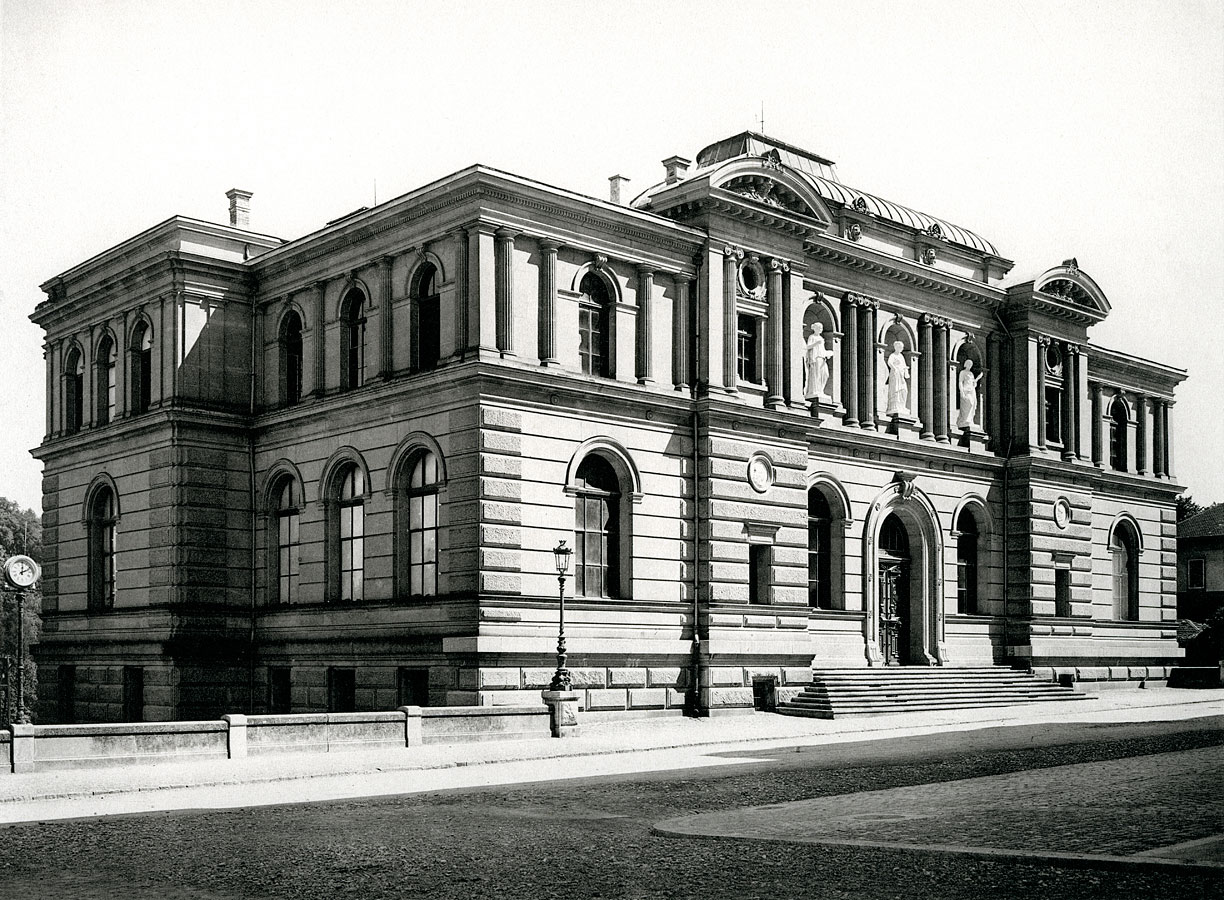
Kunstmuseum Bern (1895)

Karl Ludwig Albert Eugen Stettler (* 17. Juni 1840 in Bern; † 19. Februar 1913 ebenda) war ein Schweizer Architekt.

## Ausbildung
Der aus der patrizischen Familie Stettler stammende Sohn des Architekten Eduard Stettler (1803–1879) studierte 1859 bis 1863 an der Pariser École des beaux-arts Architektur. In Paris hatte er zuvor bei Charles Guestel hospitiert, nach dem Studium arbeitete er bei Charles Garnier, daran schloss sich 1866/67 eine Italienreise mit halbjährigem Romaufenthalt an. Nach seiner Rückkehr nach Bern war er 1867–1876 dort Stadtbauinspektor und bis 1882 im Initiativkomitee des Münsterbauvereins sowie Mitglied des Akademischen Kunstkomitees. Neben den Projekten, die er als Stadtbauinspektor errichtete, baute er für Burger und Oberschicht Villen und Residenzen. Neben eigenen Wettbewerbsteilnahmen – so entstand das Bernische Kunstmuseum aus einem solchen, bei dem er allerdings keinen Preis erhielt, ob er bei dem städtischen Gymnasium teilnahm, ist unklar – war er in zahlreichen Wettbewerbsjurys vertreten, 1878 für die Pariser Weltausstellung, für die erste Schweizerische Landesausstellung 1883 in Zürich, den Marktplatz Basel 1891, er jurierte das Berner Theater (1897) und Casino (1900).
Während seine öffentlichen Bauten einem Historismus im Stile der italienischen Renaissance verpflichtet waren, sind die Villen in freieren Stilen gehalten.

## Werke (Auswahl)
- Kunstmuseum, Bern, 1876–79
- ehemals Freies Gymnasium, Bern, 1879–80
- Kirchturm, Muri, 1881 (abgebrochen)
- Städtisches Gymnasium, Bern, 1881–82
- Villa Waldried, Muri, 1882–83
- Villa Stucki, Bern, 1884–85
- Villa Clairmont, Bern, 1890
- Villa Brunnadernstrasse, Bern, 1891
- Schulhaus Kirchenfeld, Bern, 1891
- Villa Muristrasse, Bern, 1892
- Reihenhäuser Dufourstrasse, Bern, 1887–93
- Reihenhäuser Jungfraustrasse, Bern, 1887–93
- Doppelvillen Marienstrasse, Bern, 1889–93
- Villa Muristrasse, Bern, 1894
- Reihenhäuser Mottastrasse, Bern, 1896
- Reihenhäuser Kirchenfeldstrasse, Bern, 1900

## Belege
1. ↑  Concurrenzpläne für das bernische Kunstmuseum. In: Die Eisenbahn. Bd. 2/3, 1875, S. 157.
2. ↑  Beurtheilung der Concurspläne für ein Gymnasialgebäude und eine Primarschule in Bern. In: Die Eisenbahn. Bd. 14/15, 1881, S. 109 ff.

| Personendaten    | Personendaten                                           |
| ---------------- | ------------------------------------------------------- |
| NAME             | Stettler, Eugen                                         |
| ALTERNATIVNAMEN  | Stettler, Karl Ludwig Albert Eugen (vollständiger Name) |
| KURZBESCHREIBUNG | Schweizer Architekt                                     |
| GEBURTSDATUM     | 17. Juni 1840                                           |
| GEBURTSORT       | Bern                                                    |
| STERBEDATUM      | 19. Februar 1913                                        |
| STERBEORT        | Bern                                                    |